# Mount Parry
Mount Parry is een berg in het Striboggebergte van Antarctica en heeft een hoogte van 2.520 meter. Mount Parry ligt aan het oostpunt van Minot Point en neem een aardig oppervlakte van Brabanteiland in beslag. Het heeft steile en gedeeltelijk ijsvrije noordelijke en westelijke bergpassen. De berg heeft ook een aantal gletsjers: Djerassigletsjer in het noordnoordwesten, Mackenziegletsjer in het oosten, Balanstragletsjer in het zuidzuidoosten en de Pirogovgletsjer in het zuidoosten.
De eerste poging om de Mount Parry te beklimmen werd uitgevoerd door de Britse Joint Services Expedition onder leiding van John Furse op 30 oktober 1984.
De top van de berg is naar kapitein Henry Foster van de Royal Navy vernoemd. Hij nam deel aan de Chanticleerexpeditie in 1829. De naam heeft sindsdien een internationale erkenning verkregen.